# Lijst van voetbalinterlands Montserrat - Nicaragua
Deze lijst van voetbalinterlands is een overzicht van alle officiële voetbalwedstrijden tussen de nationale teams van Montserrat en Nicaragua. De landen speelden tot op heden drie keer tegen elkaar. De eerste ontmoeting, een groepswedstrijd tijdens de CONCACAF Nations League 2023/24, vond plaats op 13 oktober 2023 in Bridgetown (Barbados). Het laatste duel, een kwalificatiewedstrijd voor het Wereldkampioenschap voetbal 2026, vond plaats op 5 juni 2024 in Managua.

## Wedstrijden
| № | Plaats     | Datum           | Competitie                      | Wedstrijd              | Uitslag |
| - | ---------- | --------------- | ------------------------------- | ---------------------- | ------- |
| 1 | Bridgetown | 13 oktober 2023 | CONCACAF Nations League 2023/24 | Montserrat − Nicaragua | 0 − 3   |
| 2 | Managua    | 16 oktober 2023 | CONCACAF Nations League 2023/24 | Nicaragua − Montserrat | 3 − 0   |
| 3 | Managua    | 5 juni 2024     | WK 2026 kwalificatie            | Nicaragua − Montserrat | 4 − 1   |

## Samenvatting
| Competitie              | Totaal gespeeld | Winst Montserrat | Gelijk | Winst Nicaragua | Doelsaldo Montserrat – Nicaragua |
| ----------------------- | --------------- | ---------------- | ------ | --------------- | -------------------------------- |
| WK-kwalificatie         | 1               | 0                | 0      | 1               | 1 − 4                            |
| CONCACAF Nations League | 2               | 0                | 0      | 2               | 0 − 6                            |
| Totaal                  | 3               | 0                | 0      | 3               | 1 − 10                           |

MFA · A-internationals
1990 – 1999 · 
2000 – 2009 · 
2010 – 2019 ·
2020 − 2029
1991 · 
1992 · 
1993 · 
1994 · 
1995 · 
1996 · 
1997 · 
1998 · 
1999 · 
2000 · 
2001 · 
2002 · 
2003 ·
2004 · 
2005 · 
2006 · 
2007 · 
2008 · 
2009 · 
2010 · 
2011 · 
2012 ·
2013 ·
2014 ·
2015 ·
2016 ·
2017 ·
2018 ·
2019 ·
2020 ·
2021 ·
2022 ·
2023 ·
2024 ·
Amerikaanse Maagdeneilanden ·
Anguilla ·
Antigua en Barbuda ·
Aruba ·
Barbados ·
Belize ·
Bermuda ·
Bhutan ·
Britse Maagdeneilanden ·
Curaçao ·
Dominicaanse Republiek ·
El Salvador ·
Grenada ·
Guyana ·
Haïti ·
Kaaimaneilanden ·
Nicaragua ·
Panama ·
Saint Kitts en Nevis ·
Saint Lucia ·
Saint Vincent en de Grenadines ·
Suriname ·
Trinidad en Tobago
FNF · 
A-internationals · 
Nicaraguaans vrouwenelftal
Anguilla ·
Argentinië ·
Bahama's ·
Barbados ·
Belize ·
Bermuda ·
Bolivia ·
Colombia ·
Costa Rica ·
Cuba ·
Curaçao ·
Dominica ·
Dominicaanse Republiek ·
El Salvador ·
Ghana ·
Guatemala ·
Haïti ·
Honduras ·
Iran ·
Jamaica ·
Kaaimaneilanden ·
Mexico ·
Montserrat ·
Nederlandse Antillen ·
Panama ·
Paraguay ·
Peru ·
Puerto Rico ·
Saint Kitts en Nevis ·
Saint Vincent en de Grenadines ·
Suriname ·
Trinidad en Tobago ·
Turks- en Caicoseilanden ·
Uruguay ·
Venezuela ·
Verenigde Staten